# Werner Vögeli
Werner Vögeli, född 2 januari 1930 i Langnau im Emmental, Bern, Schweiz, död 6 mars 2007 i Stockholm, var en schweizisk-svensk kock och hovtraktör.

## Biografi
Vögeli utbildade sig i Schweiz, Tyskland, Italien, Irland och Frankrike innan han på 1950-talet kom till Sverige där han snart blev kökschef på Operakällaren i Stockholm. 
Werner Vögeli blev hovköksmästare 1972, var sedan år 1977 hovtraktör och blev 2002 filosofie hedersdoktor vid Umeå universitet. Han var ledamot av Académie Culinaire de France, Officier de l'Ordre du Mérite Agricole och hederspresident i Club des Chefs des Chefs. I boken Hovtraktören. Werner Vögelis festmat från Stockholms slott bjöd han på sina bästa recept och menyer från sin mångåriga verksamhet på slottet.
Han var internationellt erkänd och även en folkkär kock i otaliga TV-program. Han gav inspiration till figurerna Werner och Werner med Sven Melander och Åke Cato. Sommaren 2006 var Vögeli sommarvärd i Sveriges Radio P1. 
Werner Vögeli var sedan 1954 gift med Ingrid Nordqvist (född 1929). Vögeli avled 2007 efter en kort tids sjukdom.

## Utmärkelser
- Riddare av 1:a klass av Norska förtjänstorden (1 juli 1992)[4]